# Mecynopus cothurnatus
Mecynopus cothurnatus là một loài bọ cánh cứng trong họ Cerambycidae.